# Phaeomegaceros fimbriatus
Phaeomegaceros fimbriatus är en bladmossart som först beskrevs av Carl Moritz Gottsche, och fick sitt nu gällande namn av R.J.Duff, J.C.Villarreal, Cargill et Renzaglia. Phaeomegaceros fimbriatus ingår i släktet Phaeomegaceros och familjen Dendrocerotaceae. Inga underarter finns listade i Catalogue of Life.